# سبعة أجبان
سبعة أجبان هي رواية رومانسية ألمانية كتبها جان باول ونُشرت في برلين في ثلاثة مجلدات بين عامي 1796 و 1797.
العنوان الكامل للرواية هو ورد- فاكهة- وقطع الأشواك و الزواج و الموت و زواج محامية الفقراء - المحامي العام سبعة أجبان في مملكة المدن التجارية " ومع ذلك ، فإن الكتاب الأكثر شيوعًا هو المعروف ببساطة باسم سبعة أجبان.

## قطعة
كما يوحي العنوان تتعلق القصة بحياة شركة ستانيسلاوس سيبنكاسويتم سردها بأسلوب كوميدي. يذهب سبعة أجبان ، المتزوج لسوء الحظ لاستشارة صديقه مانح الجسد حسب وصف الكتاب. الذي هو في الواقع غروره أو شبيه ... شخص مشابه. يقنع مانح الجسد بتزييف موته من أجل بدء حياة جديدة. يأخذ سبعة أجبان بنصيحة غروره وسرعان ما يلتقي ناتالي الجميلة. الاثنان يقعان في الحب. ومن ثم ، فإن "الزفاف بعد الموت" المذكورة في العنوان.

## أمور تافهة
سبعة أجبان هي الرواية الأولى التي يوصف فيها شبيه بـ "الشبيه". إنها كلمة من اختراع جان باول نفسه (تمت تهجئتها في الأصل باسم "مزدوج").
الاجتماع المفاجئ للهجاء (في وصف جان باول للحياة في بلدة صغيرة) واللحظات المؤثرة (في رسمه المؤثر لآلام سبعة أجبان النفسية) ، يدفع القارئ إلى الرغبة في معرفة الصدق الفلسفي وكذلك راحة الروح. إن التناقض والتمزق في سبعة أجبان أمر مبرمج ، ولا يزال حتى اليوم علامة على حساسيات الأفراد البرجوازيين. 